# Szczekociny
Szczekociny é um município da Polônia, na voivodia da Silésia e no condado de Zawiercie. Estende-se por uma área de 17,98 km², com 3 713 habitantes, segundo os censos de 2016, com uma densidade de 205,9 hab/km².